# Єфімов Михайло Никифорович
Миха́йло Ники́форович Єфі́мов (нар. 13 (1) листопада 1881, Дуброва Смоленського повіту, Смоленська губернія (за іншими даними — Смоленськ) — пом. літо 1919, Одеса) — авіатор та першопроходець часів Російської імперії.

## Життєпис
В пошуках праці його батько 1891 року переїздить до Одеси, де вже працював прийомний син Поліевкт Сергеєв, Никифор Юхимович влаштувався слюсарем в майстерні Російського товариства пароплавства та торгівлі.
Закінчив одеське залізничне технічне училище, працював електротехніком на залізниці в Одесі; займався велосипедним, мотоциклетним (1907 року придбав мотоцикл марки «Пежо») та авіаційним спортом. 21 березня 1908 в Одесі створено один з перших в Російській імперії аероклубів. Того ж року стає чемпіоном Російської імперії по мотоциклетному спорту, 1909 року підтвердив звання чемпіона.
1909 року здійснив польоти на планері. Назабаром в клуб прибуває перший аероплан, замовлений власником банкіром Ксідіасом у Франції — за порадою секретаря аероклубу Маковецького, піднятися в небо на ньому не вдається, тоді Іван Спиридонович Ксідіас відправляє у Францію в льотну школу планериста М. Єфімова, вчиться у Анрі Фармана у Мурмелоні на Шалонському полі. Фарман довірив йому згодом навчати трьох французьких офіцерів льотній справі, також випробовував аероплани, замовлені військовим відомством. Отримував пропозиції на гастрольні поїздки в Південній Америці та залишитися шеф-пілотом в школі Фармана, однак був пов'язаний контрактом зі Ксідіасом.
31 січня 1910 встановив на літаку «Фарман» світовий рекорд по тривалості польоту з пасажиром — пробув в повітрі 1 годину 50 хвилин — цим самим покращивши рекорд, встановлений Орвіллом Райтом. 15 лютого Аероклуб Франції вручає йому диплом пілота-авіатора число 31 — перший дипломований авіатор в Російській імперії.

Перші авіатори; зліва направо — Олександр Васильєв, Сергій Уточкін та Микола Єфімов.

Після прибуття морем до Одеси із закупленим літаком відкупився від контракту Ксідіаса за 26000 швейцарських франків, які йому позичив Фарман.
Перші в Російській імперії публічні польоти Єфімова відбулися 8 березня 1910 на Одеському іподромі на літаку "Фарман-4″. Того ж дня піднімався в небо із Ксідіасом та Артуром Анатрою. Наступного дня до Одеси прийшла телеграма, що Єфімова обрано почесним членом Київського товариства повітроплавання.
Міжнародні змагання у Ніцці — квітень 1910, брали участь Юбер Латам, Ружьє — переможець авіаперегонів в Геліополісі, перуанець Гео Шаве — загалом 16 авіаторів. Того дня Єфімов здобув 4 призи — за швидкість, суму відстаней, найкоротший розбіг при зльоті з пасажиром та без вантажу. Протягом наступних 10 днів ставав переможцем, за підсумками здобув перше місце. Після цих змагань заробив 77000 франків, оплатив навчання у Фармана та придбав власний аероплан.
У Вероні — травень 1910, зайняв друге місце за висоту польоту, перше місце здобув Луї Полан, згодом у Будапешті — отримав приз за плануючий спуск з висоти 1000 метрів.
В Руані зайняв перше місце, випередивши Лона Морана, також в Реймсі переміг у швидкості на короткій дистанції — пілотував новий літак «Соммер» — це все червень-липень 1910.
Після цих виступів генерал Олександр Кованько за проханням авіатора Миколи Попова запрошує Єфімова до царської армії, однак змушено відповів відмовою — був на той час зв'язаний контрактом.
Після прикрого випадку із француженкою повертається до Російської імперії — з новим «Блеріо» та двома «Фарманами». Виступав на всеросійському святі повітроплавання у Петербурзі — вересень 1910, брало участь 12 авіаторів — на Комендантському полі. Штабс-капітан Броніслав Матиєвич-Мацеєвич тоді встановив всеросійський рекорд висоти, піднявшись на 1250 метрів. Поручик Євген Руднєв встановив всеросійський рекорд — протримався в повітрі 2 години 34 хвилини 36 секунд, подолавши 156 кілометрів; лейтенант Григорій Піотровський здійснив першу в Російській імперії повітряну подорож над морем — з Петербурга в Кронштадт.
Єфімов одним із перших у світі здійснив віражі, спіралі, пікірування та планерування із вимкненим двигуном, першим почав літати уночі.
1912 року винайшов пристрій для запуску двигуна пілотом без сторонньої допомоги.
Захоплювався велоспортом — на одеському велотреку під час дружніх змагань обганяв Уточкіна.
Призначений льотчиком-інструктором в військово-авіаційну школу у Севастополі (Кача). Готував військових льотчиків, провадив випробовування літаків. 1912 року винайшов засіб для запуску двигуна літака без сторонньої допомоги.
Підготував багатьох льотчиків, серед них — підполковник Генерального штабу Сергій Одинцов (за 40 годин здійснив переліт з Петербурга в Таганрог на аеростаті); лейтенант Віктор Дибовський — учасник Цусімського бою, вирвався з японського полону; поручик Володимир Гельгардт, що багато років працював над створенням апарату для зйомок з аероплана. Навчав разом з багатьма офіцерами-авіаторами, зокрема, з Віктором Соколовим.
11 квітня 1911 російський імператор надав йому звання почесного громадянина.
16 квітня 1911 року брав участь у перших маневрах авіації з російським морським флотом в поході до берегів Кавказу.
Під час Першої світової війни — льотчик-мисливець 32-го авіаполку на Західному фронті — подав рапорт в день загибелі Петра Нестерова. Літав у розвідку, на бомбометання, здійснював зйомки позицій противника. За бойові заслуги отримав солдатського Георгія — повний комплект, орден Святої Ганни 3 ступеня з мечами, із жовтня 1915 року — прапорщик інженерних військ. На прохання начальника Качинської авіашколи його повертають з фронту до навчання нових льотчиків.
У 1916 році його учень Євграф Крутень організовує російську винищувальну авіацію, після цього Єфімов знову повертається на передову — Румунський фронт — за проханням командира авіадивізіону Володимира Юнгмейстера, літав на винищувачі Nieuport 11.
На початку 1917 року направлений в Севастополь флагманським льотчиком гідроавіації Чорноморського флоту. Після Лютневої революції обраний членом комітету гідроавіації. Після Жовтневих подій перейшов на сторону радянської влади.
Навесні 1918 року після зайняття німецькими військами Севастополя заарештований, з тюрми вийшов, коли червоноармійці зайняли місто. Після зайняття Севастополя силами Денікіна виїздить до Одеси.
У серпні 1919 року Одесу захоплює білогвардійський десант. Єфімова заарештовує команда есмінця, яким командував капітан 2-го рангу О. Д. Кисловський, і той наказав його розстріляти. Зв'язаного Єфімова садовлять в шлюпку та вивозять на середину бухти, після цього офіцер на шлюпці говорить, що дає йому шанс на порятунок — спробу вплав дістатися до берега. Єфімов погодився та стрибнув у воду, після чого був застрелений.

## Родина та вшанування пам'яті
Його старший брат Володимир теж був авіатором, помер від застуди, похований в Реймсі. Молодший брат, Тимофій, пілот «Блеріо», воював на боці Болгарії під час першої Балканської війни, помер влітку 1919 від тифу.
В Одесі, на фасаді будинку, де проживав Єфімов, встановлена пропам'ятна таблиця на його честь.
1988 року Міжнародний планерний центр затвердив найменування «Єфімов» для малої планети число 2754.